# Maria Zilda Bethlem
Maria Zilda Bethlem Bastos (Rio de Janeiro, 20 de outubro de 1951) é uma atriz e produtora brasileira.
Iniciou em novelas em 1975 na telenovela Escalada, de Lauro César Muniz, no papel de Ester. No cinema, por outro lado, a consagração veio logo em seu primeiro trabalho, vivendo Juliana em A Intrusa, pelo qual ganhou o prêmio de Melhor Atriz no Festival Internacional de Cinema de Montreal. Posteriormente, também conquistaria os prêmios de Melhor Atriz pela atuação em Vagas para Moças de Fino Trato e Eu Não Conhecia Tururu pelo Festival de Brasília e Festival de Gramado, respectivamente.
Na televisão, destacou-se em 1981 na novela Jogo da Vida, no qual fazia o papel de Rosana, sua personagem estava grávida, e Zilda também estava na vida real. Mais foi com a Vânia na novela  Guerra dos Sexos em 1983, que começou a ganhar maior notoriedade na TV, posteriormente em 1984 com a personagem Verônica de Vereda Tropical, veio a consagração nacional, sendo indicada como Melhor Atriz no Troféu Imprensa; Entretanto, outras personagens marcaram sua carreira na televisão; como Regina de Meu Destino É Pecar, Carina de Hipertensão, Laura de Selva de Pedra, Ângela de Bebê a Bordo,  Mariza de Top Model, Bia de De Corpo e Alma, Walkíria de Olho no Olho, Flávia de Por Amor, Léa de Caras & Bocas, Emma em Êta Mundo Bom!, entre outras.
Foi casada com o engenheiro César Leite Fernandes e o produtor de televisão Roberto Talma, tendo dois filhos: um deles é fruto de casamento com César e o outro com Roberto. Em 2008, casou-se com a arquiteta Ana Kalil, relação que durou por nove anos.

## Biografia
Nascida no Rio de Janeiro, começou a carreira em 1972 no teatro de Bolso do Leblon, no Rio de Janeiro. Após esse espetáculo a atriz participou de vários filmes, entre eles: O Grande Palhaço, Parceiros da Aventura e O segredo da Múmia.
Durante a década de 1970, época em que ainda estava em busca da consagração profissionalmente, Maria Zilda Bethlem havia procurado diversos executivos de televisão em busca de emprego. No entanto, em 1979, entrou em contato com a atriz veterana Tônia Carrero. Segundo Bethlem, ela disse que sabia atuar num espetáculo (Teu Nome É Mulher, de Marcel Mithois) e ao questionar Carrero sobre um papel, ela afirmou: "Tem, sim. Você pode fazer a minha filha". Posteriormente, as duas continuaram amigas até o falecimento de Tônia em 2018.

### Carreira na televisão
Iniciou sua trajetória em 1975 na telenovela   Escalada.Em 1977, foi Mimi em Nina. Já em 1979 participou da série Plantão de Polícia no episódio "Um Dia de Ratos". No início da década de 1980, interpretou Gilda e Glorinha França nas telenovelas Água Viva e Coração Alado, respectivamente.
Em 1981, viveu Rosana em Jogo da Vida e, dois anos mais tarde, esteve na pele de Vânia em Guerra dos Sexos. Em 1984, foi Regina na minissérie Meu Destino É Pecar, além de atuar como Verônica na telenovela Vereda Tropical, sendo indicada como Melhor Atriz no Troféu Imprensa. Dois anos depois, interpretou Laura em Selva de Pedra, participou do programa Cida, a Gata Roqueira e Carina e. Concluiu a década vivendo Ângela em Bebê a Bordo e Marisa em Top Model.
No início da década de 1990, participou do humorístico TV Pirata, além de interpretar Telma na telenovela Vamp. Em 1992, participou do episódio "Coração na Mão" no programa Você Decide como Lúcia e, logo em seguida, viveu Beatriz Lopes Jordão (Bia) em De Corpo e Alma. Posteriormente, deu vida a Walkíria em Olho no Olho. Entre 1995 a 1996, participou do episódio "Molambo de Gente" como Natasha em Você Decide; esteve na minissérie Decadência como Irene, e atuou como Cassandra Moreira na telenovela Vira Lata. Em 1997, fez uma participação no episódio "Norma" como Arlete, em Você Decide, assim como, encarnou na pele de Flávia em Por Amor. Concluiu o decênio participando do episódio "Dolores Pra Lá, Dolores Pra Cá" no humorístico Sai de Baixo; foi Catarina na quinta temporada de Malhação e esteve, mais uma vez, em Você Decide, no episódio "Transas de Família" como Elizabeth.
Em 2003, interpretou Rutinha na telenovela Agora É que São Elas e, dois anos mais tarde, deu vida a Zelândia em A Lua Me Disse. Em 2007, fez participação especial em Pé na Jaca e viveu Cíntia em Sete Pecados. No ano seguinte, esteve na série Faça Sua História participando do episódio "A Estrela da TV" na pele de Dona Maria. Concluiu a década em 2009 como Léa em Caras & Bocas.
Em 2010, interpretou Gigi na telenovela Ti Ti Ti e, no ano seguinte, foi Olga em Aquele Beijo. Em 2016, após meia década de ausência na televisão, deu vida a Emma em Êta Mundo Bom!. Dois anos mais tarde, participou da terceira temporada da série Magnífica 70. Em 2019, encerrou o decênio fazendo participação nas obras Chuteira Preta e Pico da Nebina, dos canais por assinatura Prime Box Brazil e HBO Brasil, respectivamente.

### Carreira no cinema
Estreou nas telonas em 1979 interpretando Juliana em A Intrusa, papel reconhecido como Melhor Atriz no Festival Internacional de Cinema de Montreal; no mesmo período, também foi uma moça violentada em Eu Matei Lúcio Flávio. No ano seguinte, esteve no elenco de Parceiros da Aventura como uma vizinha da Lucinha, além de viver a amiga da surbubana em O Grande Palhaço.
Em 1982, fez uma participação especial no filme O Segredo da Múmia e, dois anos mais tarde, deu vida as personagens Bia em Bete Balanço e Leila Assunção em Espelho de Carne, respectivamente. Concluiu esta década em 1987, na pele da jornalista Cristina Lemos em Rádio Pirata.

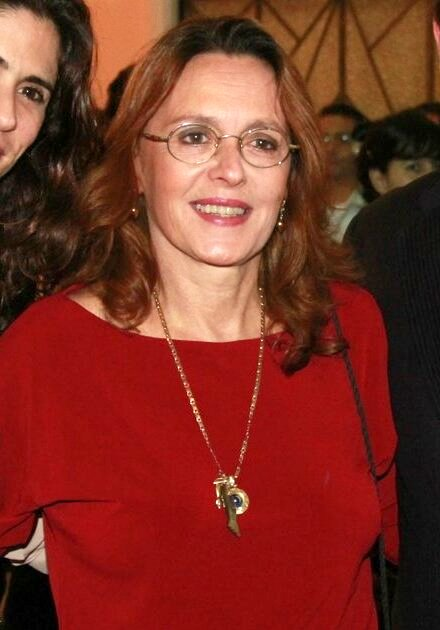
Bethlem em 2013

Em 1991, esteve no elenco de O Filme da Minha Vida como Lucy e, dois anos depois, deu vida a Madalena em Vagas para Moças de Fino Trato, esta última personagem lhe garantiu o Festival de Brasília como Melhor Atriz. Em 1997, encerrou o milênio no cinema interpretando Marieta em O Homem Nu.
Em 2000, foi Rose em Eu Não Conhecia Tururú, eleita Melhor Atriz pelo Festival de Gramado. No ano seguinte, viveu Júlia em Minha Vida em Suas Mãos. Posteriormente, retornou as telonas em 2012 como a mãe da protagonista em Dores de Amores e, seis anos mais tarde, como Denise em O Garoto.

## Vida pessoal
Bethlem foi casada com o engenheiro César Leite Fernandes e o diretor televisivo Roberto Talma. Tem dois filhos, Rodrigo Bethlem com César e Raphael Vieira com Talma. Rodrigo lhe deu duas netas, Vitória e Catharina. Já Rafael lhe deu uma neta chamada Celina.
Maria Zilda Bethlem já posou nua para a revista Playboy em agosto de 1985, estampando a capa comemorativa de dez anos da revista no Brasil.
Em 2008 se casou com a arquiteta Ana Kalil. Em maio de 2017, anunciou que estava separada, durante uma entrevista ao programa TV Fama.

## Filmografia

### Televisão
| Ano     | Trabalho/Obra         | Personagem                     | Notas                                      |
| ------- | --------------------- | ------------------------------ | ------------------------------------------ |
| 1974    | O Espigão             | Secretária                     | [ 66 ]                                     |
| 1974    | Fogo sobre Terra      | Maria Fumaça                   |                                            |
| 1975    | Escalada              | Ester                          |                                            |
| 1977    | Nina                  | Mimi                           |                                            |
| 1979    | Plantão de Polícia    | Mara Duarte dos Santos         | Episódio: "Despedida de solteiro"          |
| 1980    | Água Viva             | Gilda Sarpo                    |                                            |
| 1980    | Coração Alado         | Glória França (Glorinha)       |                                            |
| 1981    | Amizade Colorida      | Fotografa                      | Episódio: "Beleza"                         |
| 1981    | Jogo da Vida          | Rosana Ramos Cruz              |                                            |
| 1983    | Caso Especial         | Carla                          | Episódio: "Casal Vintém"                   |
| 1983    | Guerra dos Sexos      | Vânia Trabucco de Moraes       |                                            |
| 1984    | Meu Destino É Pecar   | Regina / Evangelina (Guida)    |                                            |
| 1984    | Meu Destino É Pecar   | Evangelina Santa Rita / Regina |                                            |
| 1984    | Vereda Tropical       | Verônica de Oliva Salgado      |                                            |
| 1985    | Cida, a Gata Roqueira | Anastácia Tremaine             | Especial de fim de ano                     |
| 1986    | Selva de Pedra        | Laura Vilhena                  |                                            |
| 1986    | Hipertensão           | Carina                         |                                            |
| 1988    | Bebê a Bordo          | Ângela Maria                   |                                            |
| 1989    | Top Model             | Mariza Borges Magalhães        |                                            |
| 1990    | TV Pirata             | Vários personagens             |                                            |
| 1991    | Vamp                  | Telma Leite                    |                                            |
| 1992    | Você Decide           | Lúcia Helena                   | Episódio: "Coração na Mão"                 |
| 1992    | De Corpo e Alma       | Beatriz Lopes Jordão (Bia)     |                                            |
| 1993    | Olho no Olho          | Walkíria Zapata                |                                            |
| 1995    | Decadência            | Irene                          |                                            |
| 1995    | Você Decide           | Judith                         | Episódio: "Veneno Ambiente"                |
| 1996    | Você Decide           | Gláucia                        | Episódio: "Molambo de Gente"               |
| 1996    | Vira Lata             | Cassandra Moreyra              |                                            |
| 1997    | Você Decide           | Norma                          | Episódio: "Norma"                          |
| 1997    | Por Amor              | Flávia Nogueira Dantas         |                                            |
| 1998    | Sai de Baixo          | Dolores Montovani              | Episódio: "Dolores Pra Lá, Dolores Pra Cá" |
| 1998    | Malhação              | Catarina da Silva Manhães      | Temporada 5                                |
| 1999    | Você Decide           | Érica Motta                    | Episódio: "Transas de Família"             |
| 2001    | Brava Gente           | Eunice                         | Episódio: "O automóvel"                    |
| 2003    | Agora É que São Elas  | Ruth Castro (Rutinha)          |                                            |
| 2005    | A Lua Me Disse        | Zelândia Fortunato             |                                            |
| 2007    | Pé na Jaca            | Alma Abranches                 | Episódios: "5–24 de fevereiro"             |
| 2007    | Sete Pecados          | Cíntia Alves                   |                                            |
| 2008    | Faça Sua História     | Letícia Barros                 | Episódio: "O Último Casal Feliz"           |
| 2008    | Faça Sua História     | Dora Maria Prado               | Episódio: "A Estrela da TV"                |
| 2009    | Caras & Bocas         | Léa Silveira Lontra            |                                            |
| 2010    | Ti Ti Ti              | Gildete Malta (Madame Gigi)    |                                            |
| 2011    | Aquele Beijo          | Olga Ferreira Medeiros         |                                            |
| 2016    | Êta Mundo Bom!        | Emma Thomas                    |                                            |
| 2018    | Magnífica 70          | Madre                          | Episódio: "Remorso"                        |
| 2019    | Chuteira Preta        | Dolores Castanho               | Episódio: "Chuteiras com alma"             |
| 2019-22 | Pico da Neblina       | Suzette Tortoriello            |                                            |

### Cinema
| Ano  | Título                         | Personagem                                 |
| ---- | ------------------------------ | ------------------------------------------ |
| 1979 | A Intrusa                      | Juliana                                    |
| 1979 | Eu Matei Lúcio Flávio          | moça violentada                            |
| 1980 | Parceiros da Aventura          | —                                          |
| 1980 | O Grande Palhaço               | Maria                                      |
| 1982 | O Segredo da Múmia             | Vítima do Professor (participação especial |
| 1984 | Bete Balanço                   | Bia                                        |
| 1984 | Espelho de Carne               | Leila Assunção                             |
| 1987 | Rádio Pirata                   | Cristina Lemos                             |
| 1991 | O Filme da Minha Vida          | —                                          |
| 1993 | Vagas para moças de Fino Trato | Madalena                                   |
| 1997 | O Homem Nu                     | Marieta                                    |
| 2001 | Minha Vida em Suas Mãos        | Júlia                                      |
| 2002 | Eu Não Conhecia Tururú         | Rose                                       |
| 2013 | Dores de Amores                | Mãe                                        |
| 2019 | O Garoto                       | Denise                                     |

## Teatro
| Ano  | Título                      | Direção        |
| ---- | --------------------------- | -------------- |
| 1972 | O Genro que era nora        |                |
| 1979 | Teu Nome É Mulher           | Adolpho Celi   |
|      | O Belo Burguês              | Pedro Porfirio |
| 1991 | Artigo de Luxo              | Ítalo Rossi    |
|      | Louco Circo da Paixão       | Marcos Paulo   |
| 1993 | Segundas Intenções          | José Renato    |
|      | Quem É Amélia               | Antônio Pedro  |
| 2002 | Theatro Musical Brasileiro  | Flavio Marinho |
| 2006 | Isso Era Tudo Que Eu Queria | Ítalo Rossi    |

## Produtora
| Ano  | Título                       | Notas     |
| ---- | ---------------------------- | --------- |
| 1998 | Eu não Conhecia Tururú       | Produtora |
| 2001 | Minha Vida em Suas Mãos      | Produtora |
| 2003 | Theatro Musical Brasileiro 3 | Produtora |

## Prêmios e indicações
| Ano  | Premiação                                    | Categoria    | Nomeação                       | Resultado | Ref                 |
| ---- | -------------------------------------------- | ------------ | ------------------------------ | --------- | ------------------- |
| 1979 | Festival Internacional de Cinema de Montreal | Melhor Atriz | A Intrusa                      | Venceu    | [ 72 ]              |
| 1985 | Troféu Imprensa                              | Melhor atriz | Vereda Tropical                | Indicado  | [carece de fontes?] |
| 1993 | Troféu Candango do Festival de Brasília      | Melhor atriz | Vagas para Moças de Fino Trato | Venceu    | [ 73 ]              |
| 2000 | Kikito de Ouro do Festival de Gramado        | Melhor atriz | Eu Não Conhecia Tururú         | Venceu    | [ 74 ]              |